# 姫路市立城北小学校
姫路市立城北小学校（ひめじしりつ じょうほくしょうがっこう）は、兵庫県姫路市伊伝居に所在する公立小学校。

## 通学区域
- 伊伝居、城北本町、八代(城乾小学校校区を除く。)、八代緑ケ丘町、八代宮前町、北八代一丁目、北八代二丁目、八代東光寺町[1]

※卒業後は基本的に姫路市立広嶺中学校に進学する。

## 通学区域が隣接している学校
- 姫路市立広峰小学校
- 姫路市立城乾小学校
- 姫路市立野里小学校
- 姫路市立水上小学校
- 姫路市立増位小学校